# Una mujer de altura
Una mujer de altura (título original: She's Too Tall) es una película estadounidense de comedia de 1998, dirigida por Redge Mahaffey, que a su vez la escribió junto a Brent Pfaff, Brigitte Nielsen, Kim Holmes y James Salisko, en la fotografía estuvo Alfred Padilla, los protagonistas son Brigitte Nielsen, Corey Feldman y George Hamilton, entre otros. El filme fue producido por Cinequanon Pictures International Inc. y se estrenó el 1 de febrero de 1998.

## Sinopsis
Veronica Lamar diseña la indumentaria que antes modelaba en la pasarela. A ella le va muy bien con lo que hace, pero le gustaría regresar al mundo de la alta costura, ahora dominado por Alonzo Palermo, su guía en línea y actual competidor.